# Too Much (TV-serie)
Too Much är en amerikansk romantisk komediserie som hade premiär på Netflix den 10 juli 2025. Den första säsongen, som består av tio avsnitt, är bland andra regisserad av Lena Dunham som även skrivit seriens manus tillsammans med Luis Felber.

## Handling
Serien handlar om arbetsnarkomanen Jessica som efter att ett förhållande spruckit bestämmer sig för att flytta till London. Där träffar hon Felix, som får henne att ompröva sin inställning till att hitta kärleken igen.

## Rollista (i urval)
- Megan Stalter - Jessica
- Will Sharpe - Felix
- Emily Ratajkowski - Wendy
- Richard E. Grant
- Adwoa Aboah
- Adèle Exarchopoulos
- Prasanna Puwanarajah
- Rita Wilson
- Andrew Rannells
- Daisy Bevan
- Dean-Charles Chapman
- Janicza Bravo
- Rhea Perlman
- Stephen Fry